# DeMarcus Van Dyke
DeMarcus Van Dyke (Miami, 17 gennaio 1989) è un giocatore di football americano statunitense che gioca come cornerback per i Minnesota Vikings della National Football League. Fu scelto al terzo giro (81º assoluto) del Draft NFL 2011 dai Raiders. Al college giocò a football per gli Hurricanes dell'Università di Miami.

## Carriera professionistica
Alla NFL Combine del 2011 si classificò 1º nei 40-Yard Dash con un tempo di 4,28 secondi.

### Oakland Raiders
Van Dyke venne scelto al 3º giro del Draft 2011 dagli Oakland Raiders. Il 29 luglio 2011 firmò un contratto quadriennale del valore di 2,63 milioni di cui 591 376 dollari di bonus alla firma. Debuttò nella NFL il 12 settembre 2011 contro i Denver Broncos, mentre il 9 ottobre contro gli Houston Texans debuttò da titolare. Il 23 ottobre contro i Kansas City Chiefs fece il suo primo intercetto in carriera per 2 yard.
il 20 novembre contro i Minnesota Vikings recuperò su un ritorno di kickoff il suo primo fumble per nessuna iarda. Nell'azione successiva i Raiders realizzarono un touchdown. Finì con 14 partite di cui 4 da titolare, 13 tackle e un intercetto.
Il 3 settembre 2012 venne svincolato.

### Pittsburgh Steelers
Firmò con gli Steelers per un anno a 465 000 dollari. Chiuse con 9 partite con 3 tackle totali.

### Kansas City Chiefs
Il 12 gennaio 2014, Van Dyke fu ingaggiato dai Kansas City Chiefs.

### Minnesota Vikings
Il 5 gennaio 2015, Van Dyke fu ingaggiato dai Minnesota Vikings.

## Vittorie e premi
- Nessuno

## Statistiche
| Partite totali      | 25 |
| Partite da titolare | 4  |
| Tackle totali       | 17 |
| Sack                | 0  |
| Intercetti          | 1  |
| Passaggi deviati    | 4  |
| Fumble forzati      | 0  |
| Fumble recuperati   | 1  |

Statistiche aggiornate al termine della stagione 2014